# 河南町消防本部
河南町消防本部（かなんちょうしょうぼうほんぶ）は大阪府南河内郡河南町にかつてあった消防部局（消防本部）。
管轄域は町内全域。
2014年10月1日より、富田林市への消防事務委託により富田林市消防本部河南分署へと再編された。

## 概要
- 消防本部：大阪府南河内郡河南町大字白木1279番地の1
- 職員定数：24人
- 消防署1カ所
- 主力機械（2014年9月現在）
  - 消防ポンプ車：1
  - 水槽付ポンプ車：1
  - 消防可搬ポンプ積載車：1
  - 救急自動車：2(高規格救急車：1・2B型救急車：1)
    - 2013年3月まで配備されていた高規格救急車は柏原羽曳野藤井寺消防組合消防署に寄贈したが2014年に廃車になった。

  - 指令車：1